# Tinta roja (película de 2000)
Tinta roja es una película coproducción de Perú y España del director peruano Francisco Lombardi, basada en la novela homónima del chileno Alberto Fuguet con guion de Giovanna Pollarolo Giglio. La película es un homenaje al nobel peruano Mario Vargas Llosa.

## Sinopsis
Alfonso (Giovanni Ciccia) acaba de terminar sus estudios en periodismo, y desea ser escritor de novelas. Pero primero debe realizar unas prácticas en la sección de policiales de El Clamor, un periódico sensacionalista. Poco a poco se va integrando en un mundo lleno de suicidios, asesinatos y robos al que no deseaba pertenecer. En la redacción conoce a Escalona (Fele Martínez) un silencioso fotógrafo, y al veterano Van Gogh (Carlos Gassols), de quienes aprenderá los entresijos de la profesión, pero es su jefe, Faúndez (Gianfranco Brero), un alcohólico y desencantado, quien intentará moldearlo a su imagen y semejanza y le enseñará que la calle es la mejor universidad.

## Reparto
| Actor              | Personaje                     |
| ------------------ | ----------------------------- |
| Gianfranco Brero   | Saúl Faúndez                  |
| Giovanni Ciccia    | Alfonso Fernández "Varguitas" |
| Fele Martínez      | Escalona                      |
| Lucía Jiménez      | Nadia                         |
| Carlos Gassols     | Van Gogh                      |
| Yvonne Frayssinet  | Roxana                        |
| Gustavo Bueno      | Padre de Alfonso              |
| Tatiana Astengo    | Valeria                       |
| Hernán Romero      | Ortega                        |
| Toño Vega          | Hugo Sánchez                  |
| Fernando Pasco     | Mayor                         |
| Jorge Velásquez    | Venancio                      |
| Mary Font          | Madre de Alfonso              |
| Rochi Lasarte      | Tía de Alfonso                |
| Gabriela Velásquez | Mujer del atropellado         |

## Premios y nominaciones
| Año  | Lugar                                           | País           | Categoría                     | Receptor                  | Resultado   | Ref.  |
| ---- | ----------------------------------------------- | -------------- | ----------------------------- | ------------------------- | ----------- | ----- |
| 2000 | Festival de cine de La Habana                   | Cuba           | Mejor director                | Francisco Lombardi        | Ganador     |       |
| 2000 | Festival de cine de La Habana                   | Cuba           | Mejor actor                   | Gianfranco Brero          | Ganador     |       |
| 2000 | Festival de cine de La Habana                   | Cuba           | Premio Vigía                  | Francisco Lombardi        | Ganador     |       |
| 2000 | Festival de cine de San Sebastián               | España         | Concha de Oro                 | Tinta roja                | Nominada    |       |
| 2000 | Festival de cine de San Sebastián               | España         | Mejor actor (Concha de Plata) | Gianfranco Brero          | Ganador     |       |
| 2000 | Festival de cine de Los Ángeles                 | Estados Unidos | Mejor guion                   | Giovanna Pollarolo Giglio | Desconocido | [ 5 ] |
| 2000 | Muestra Latinoamericana Cinesul 2001            | Brasil         | Mejor película                | Tinta roja                | Ganadora    | [ 6 ] |
| 2001 | Festival de cine de Cartagena                   | Colombia       | Mejor película                | Tinta roja                | Nominada    |       |
| 2001 | Festival de cine de Cartagena                   | Colombia       | Mejor actor                   | Gianfranco Brero          | Ganador     |       |
| 2001 | Festival de cine de Cartagena                   | Colombia       | Premio OCIC                   | Francisco Lombardi        | Ganador     |       |
| 2001 | Festival de cine de Lima                        | Perú           | Segundo premio elcine         | Tinta roja                | Ganadora    |       |
| 2008 | Festival de Cine Latinoamericano de Nueva Delhi | India          |                               | Tinta roja                | Desconocido | [ 7 ] |